# 聖ヨセフの死 (ゴヤ)
『聖ヨセフの死』（せいヨセフのし、西: La Muerte de San José, 英: The Death of Saint Joseph）は、スペインのロマン主義の巨匠フランシスコ・デ・ゴヤが1787年に制作した祭壇画である。油彩。バリャドリードにあるシトー会修道院、サン・ホアキン・イ・サンタ・アナ王立修道院の礼拝堂のために制作された3点の祭壇画の1つで、イエス・キリストの父である聖ヨセフの死を主題としている。現在も同修道院に所蔵されている。またミシガン州フリントのフリント美術館には油彩による準備習作が所蔵されている。

## 制作経緯
サン・ホアキン・イ・サンタ・アナ王立修道院は、1781年から1787年にかけて、イタリア出身の建築家フランシスコ・サバティーニによって新古典主義様式で改築された。サバティーニは国王カルロス3世に提案し、修道院の側面の壁にある礼拝堂のためにゴヤと彼の義兄ラモン・バイユーに6点の祭壇画の制作を発注した。これによりゴヤは右側の壁面の3つの礼拝堂のために聖ヨセフ、クレルヴォーの聖ベルナルドゥス、聖ルトガルディス、ラモン・バイユーは左側の壁面の3つの礼拝堂のために、アッシジの聖フランチェスコ、パドヴァの聖アントニオ、ヌルシアの聖ベネディクトゥス、聖スコラスティカを主題とする祭壇画を制作した。ゴヤは『聖ヨセフの死』とともに『障害者を治すクレルヴォーの聖ベルナルドゥス』（San Bernardo de Claraval curando a un tullido）、『聖ルトガルディス』（Santa Lutgarda）を完成させ、奉献式は1787年10月1日に執り行われた。当初の予定では奉献式は聖アンナの祝日の7月26日に行われることになっていたため、制作はかなり遅れたようである。その理由として、ゴヤと義理の兄弟たちとの対立が続いていたことが考えられる。ゴヤはサラゴサにあるヌエストラ・セニョーラ・デル・ピラール聖堂のクーポラの天井画制作をめぐって、指導的立場にあったフランシスコ・バイユーと激しく対立しており、続くマドリードのサン・フランシスコ・エル・グランデ聖堂の装飾事業ではフランシスコ・バイユーとゴヤは参加したが、ラモン・バイユーは発注を受けることができなかった。そのためゴヤの成功を許容できなかったラモン・バイユーは、制作に大きな労力を費やすことになった。

## 作品

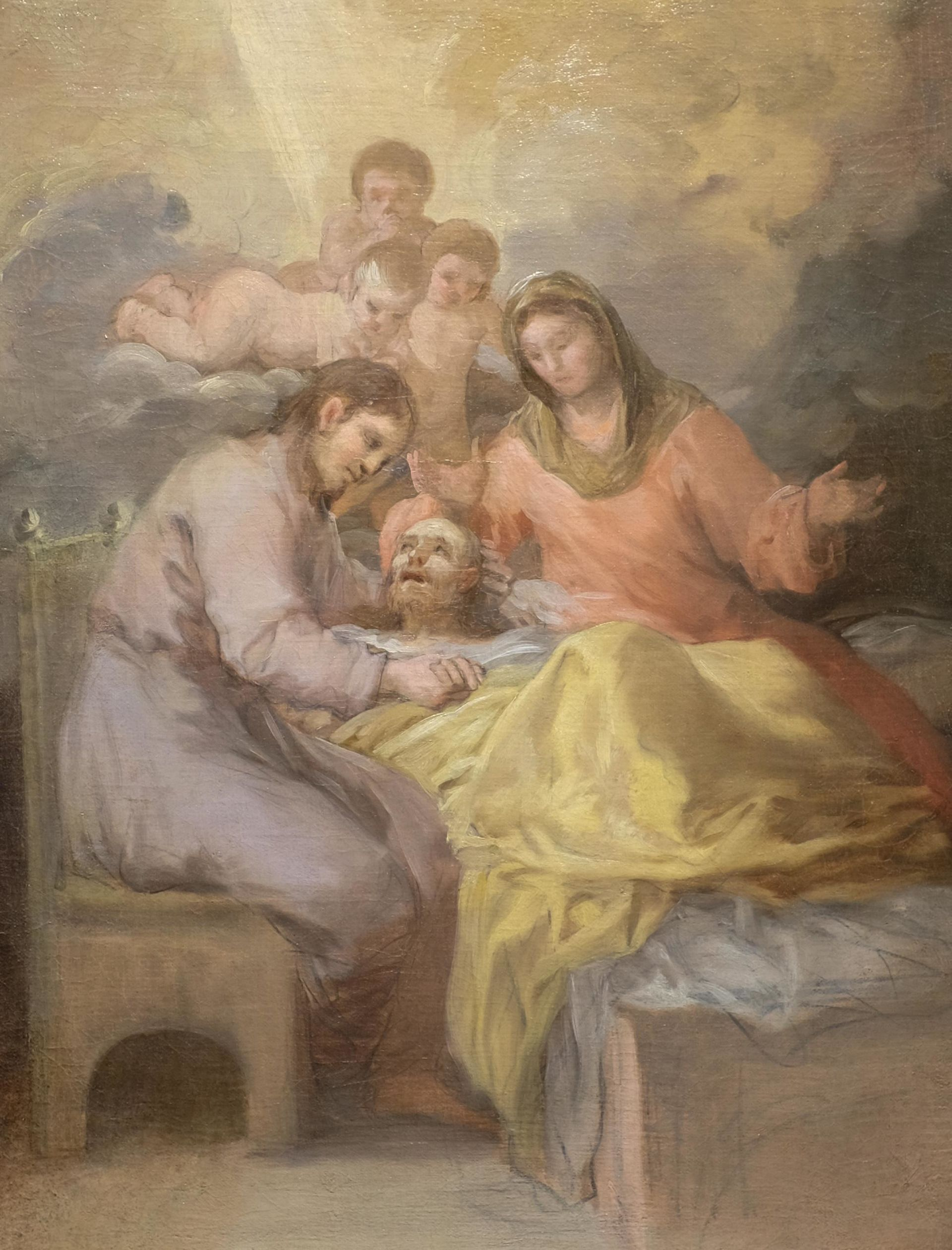
準備習作。フリント美術館所蔵。

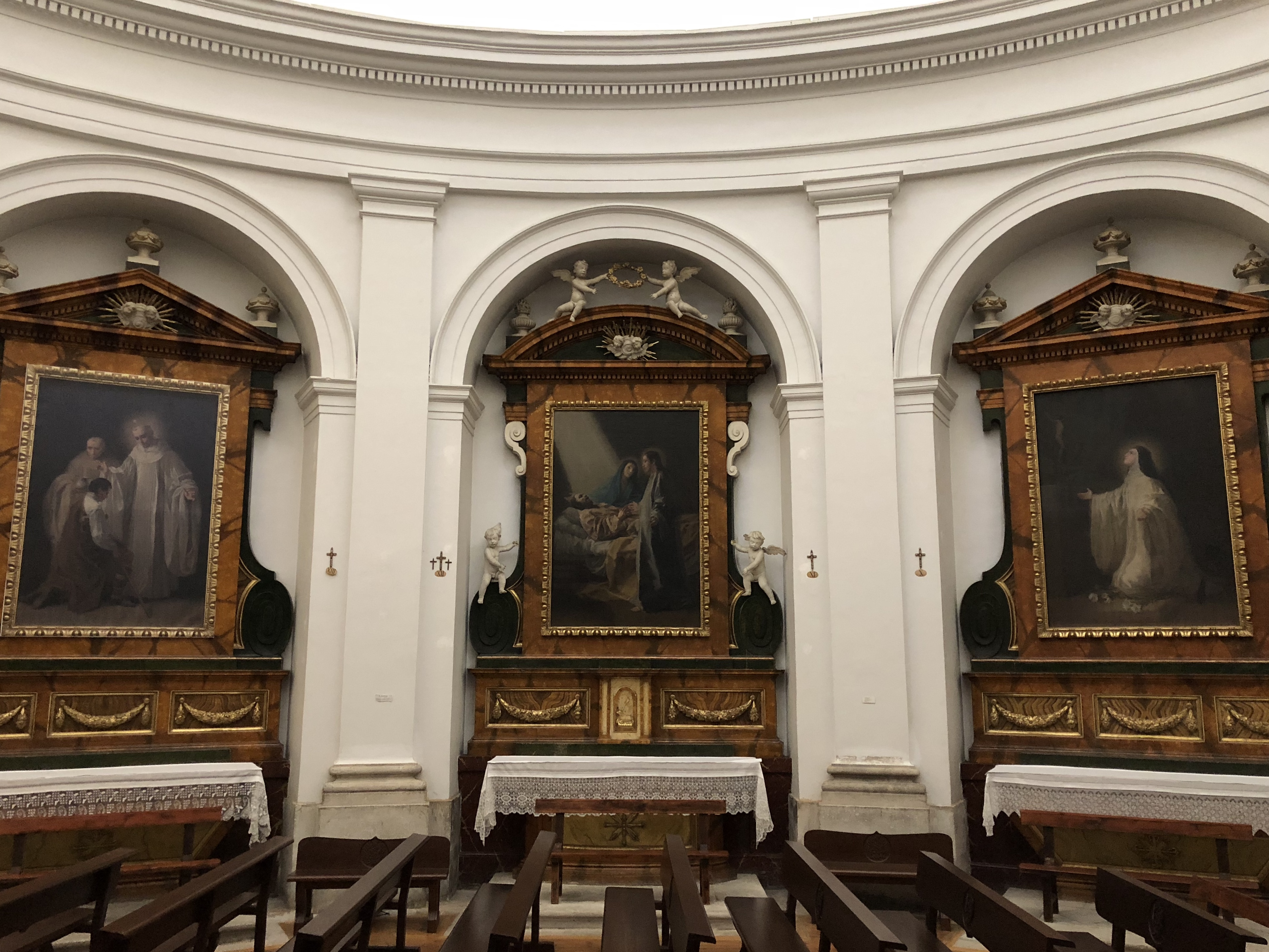
サン・ホアキン・イ・サンタ・アナ王立修道院に設置された祭壇画。2018年撮影。

ゴヤは聖母マリアとイエス・キリストに付き添われて大往生を遂げた聖ヨセフを描いている。聖母マリアは画面の奥で聖ヨセフの遺体に身を寄せ、苦しそうな表情でキリストを見上げている。前景に立っているキリストは静かに瞳を閉じ、両手を広げて黙祷し、聖ヨセフをそばに呼んでくれるよう神に求めている。本作品の大きな特徴は光と影の強いコントラストである。画面左上隅から発せられた神聖な光線は、聖ヨセフの遺体、聖母マリア、キリストを照らし出し、厳粛な雰囲気を与えている。聖母マリアとキリストの頭上には光輪が輝いている。
同時期の『受胎告知』（La Anunciación, 1785年）と同様に、人物の顔は古典主義的であり、低い視点から描くことにより記念碑性が与えられている。聖母マリアのマントの青、聖ヨセフの衣服の黄色、キリストのチュニックの灰色、シーツの白といった色彩の配置はたがいに対照をなし、グリザイユのような調和を生みながら、死の悲しみを際立たせている。
作品全体は落ち着いた雰囲気を醸し出し、祭壇を構成する周囲の建築物と完璧に調和している。幾何学的な画面構成は控えめで、キリストの姿勢の垂直線、聖母マリアの対角線、聖ヨセフの水平線で構成されている。衣服のひだは自然かつ整然と落ち、その記念碑的で彫刻的な処理により、非常に造形的な感覚が与えられている。
ゴヤの父親は祭壇画制作の少し前に死去している。そのため『聖ヨセフの死』は救世主キリストとしてのゴヤとその両親の理想化された肖像画として意図されたと考えられている。もっとも、両親の外見は伝わていないため推測の域を出ない。構図が冷たく厳粛である一方、描かれた人物たちが表す感情は主題に対するゴヤの個人的な関心を示しており、聖ヨセフの死の悲しみをより一層引き立てている。

## 評価
王立修道院の3作品は芸術的評価をめぐって論争が起きている。多くの批評家はゴヤがこれらの作品を職人として感情なしに制作したと考え、宗教的感情が欠如しているうえに、宗教作品として卑俗であり、活気が欠如していると非難した。これに対し、美術史家ホセ・カモン・アスナールはこれらの作品にゴヤの才能が表れていると確信している。彼は色彩の濃淡や、明暗法、人物の壮大さを「自然である」と評し、当時ゴヤが抱いていた宗教的感情を表現するアイデアを称賛した。フランシスコ・ハビエル・サンチェス・カントンはゴヤの宗教画家としての成熟を示すと主張している。

## 来歴
完成した祭壇画は1787年以来、サン・ホアキン・イ・サンタ・アナ王立修道院に所蔵されている。『聖ヨセフの死』は展覧会のために何度か修道院を離れている。1961年に3作品そろって出展されたほか、1996年にゴヤの生誕250周年を記念してプラド美術館で開催された展覧会「ゴヤ：生誕250周年」（Goya. 250 Aniversario）で出展された。

## ギャラリー

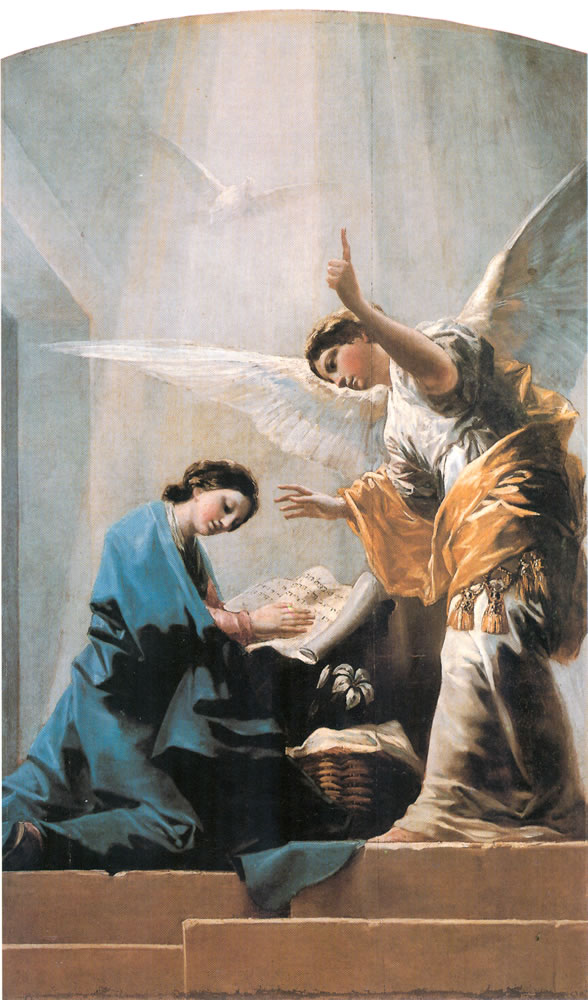
『受胎告知』1785年 オスーナ公爵家コレクション（Colección duquesa de Osuna）所蔵
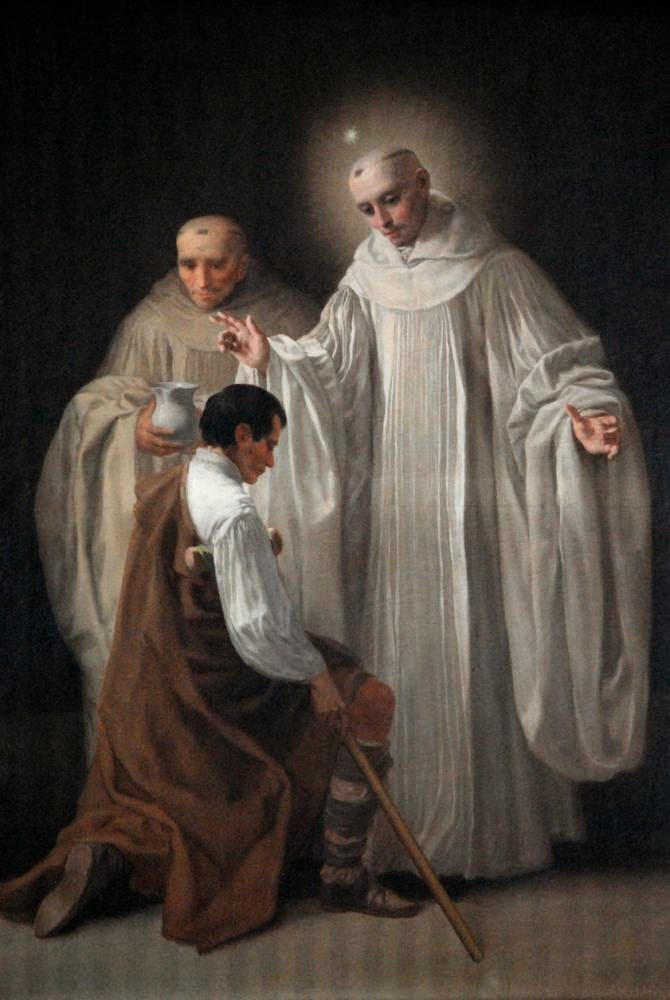
『障害者を治すクレルヴォーの聖ベルナルドゥス』1787年 サン・ホアキン・イ・サンタ・アナ王立修道院（スペイン語版）所蔵
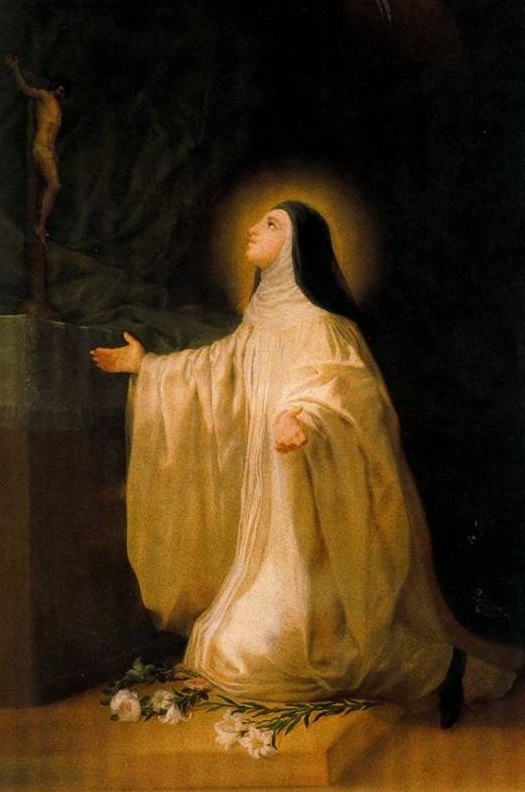
『聖ルトガルディス』1787年 サン・ホアキン・イ・サンタ・アナ王立修道院所蔵